# 大瀧悠佳
大瀧 悠佳（おおたき ゆか、1981年12月3日 - ）は、日本の女性プロスキーヤー、ファッションモデル。旧姓、松本。
東京都町田市出身。USMR所属。

## 略歴
- 2002年3月 - 相模女子大学短期大学部卒業。全日本スキー検定1級を取得しており、準指導員として父が設立したUSMRコーチとしても活動。
- 2003年 - ミスコロナビール&ミステクニカル。
- 2005年 - 「ミス苗場」に輝き、夏はモデル、冬はスキーの仕事をこなす。12月24日福島のり子、三星マナミと「girl's SKI team Massh」を結成。
- 2009年10月 - スキー選手の大瀧徹也と結婚、それに伴い登録名を大瀧悠佳に変更。

## 主な戦歴

### アルペンスキー
- 全国中学校スキー大会
- 全国高等学校スキー大会
- 国民体育大会
- 高松宮杯
- 全日本学生選手権大会

### デモンストレーター
2002-2003年
- 全日本スキー技術選手権　41位

2003-2004年
- 全日本スキー技術選手権　21位

2004-2005年
- 全日本スキー技術選手権　11位

2005-2006
全日本スキー技術選手権　　9位

## 作品

### ビデオ・DVD
- ヘアアクセサリー　littlemoon

## 出演

### バラエティ
- ナイナイサイズ（NTV）

### CM
- 風間塾（モデル役）

イオンクリスマス　

### オリジナルビデオ
- HITACHI au W32H

### 雑誌連載
- 週刊プレイボーイ（集英社）
- TOKYO☆1週間（講談社）
- はじめての格闘&エクササイズ（イカロス出版）
- 日刊ゲンダイ